# Jimi Jamison
Jimmy Wayne Jamison, detto Jimi (Durant, 23 agosto 1951 – Memphis, 1º settembre 2014), è stato un cantante, chitarrista e pianista statunitense.
È conosciuto come cantante della rock band Survivor per gli anni dal 1984–89, dal 2000–06 e dal 2011 fino alla sua morte. Precedentemente suonò con i D-Beaver, i Target e i Cobra cantando come corista nei ZZ Top, Krokus, Jeff Healey Band, e altri.

## Biografia
Entrò nei Survivor nel 1984 e la sua voce appare in classici del gruppo come "The Moment of Truth”, "The Search Is Over", "I Can't Hold Back", "High On You", "Is This Love?”, "Didn't Know it Was Love, "Man Against The World" e "Burning Heart", colonna sonora di Rocky IV. Da solista, interpretò il brano "I'm Always Here" che fu colonna sonora della serie televisiva Baywatch.
Il cantante appare in numerosi video musicali e ha fatto diverse apparizioni in tv. È stato un componente della Grammy Awards Committee e delle organizzazioni AFTRA, SAG e HAP. È stato inoltre riconosciuto dai Governi del Tennessee, Ohio e Arkansas per quanto da lui compiuto fuori e dentro i palchi.
Jimi era alto 1,73 cm ed è stato sposato con Brenda Fay Jamison dal 1972 al 1983. Dalla relazione ebbe la figlia Amy Jamison che gli donò una nipote, Lola. Successivamente sposò Deborah ed ebbe altri due figli, James e Lacy. Quando non viaggiava o si esibiva, Jimi amava il giardinaggio e sport come il Tennis e il Golf.
Morì a 63 anni il 1º settembre 2014 a causa di un ictus, nella sua casa di Memphis. Il giorno prima del decesso aveva suonato con i Survivor in Northern California.

## Discografia

### Con i Survivor
- Vital Signs (1984)
- When Seconds Count (1986)
- Too Hot to Sleep (1988)
- Reach (2006)
- Ultimate Survivor  (2004)
- Survivor Extended Versions MTV Live in Japan Special (Recorded in 1985)

#### Solista
- If I Cry (singolo)  (1967)
- When Love Comes Down (1991)
- Empires (Jimi Jamison's Survivor) (1999)
- Crossroads Moment (2008)
- Extra Moments (2010) con Jim Peterik
- Kimball/Jamison (2011) con Bobby Kimball
- Never Too Late  (2012)

#### Altri
- Combinations – D Beaver (1971)
- Live at the High Cotton School - Target (1975)
- Target (1976)
- Captured – Target (1977)
- This Ain't Hollywood, Degarmo & Key, (1980), Forefront Records
- First Strike – Cobra (1983)
- Live Attack - Cobra (1983)
- Headhunter – Krokus (1983) (background vocals)
- Deed Is Done - Molly Hatchet (1984) (background vocals)
- Got Any Gum? – Joe Walsh (1987) (background vocals)
- Worrall – Rick & Steve Worrall, (1991), con Shawn Lane
- Ordinary Average Guy – Joe Walsh (1991) (background vocals)
- Songs for a Dying Planet – Joe Walsh (1992) (background vocals)
- Heat It Up, Degarmo & Key, (1993), Sony BMG
- The Mofo Sessions (1993)
- To Extremes, Degarmo & Key, (1994), Benson
- Have Mercy: The Demos (2000)
- One Man`s Trash feat. Jimi Jamison & Fred Zahl  (2011)
- Unreleased Music (2012)
- Karmalion, Indicco, (2013), New Venture Music